# 웅상중학교
웅상중학교(熊上中學校)는 대한민국 경상남도 양산시 평산동에 있는 공립 중학교이다.

## 학교 연혁
- 1997년 2월 28일 : 평산중학교 설립 인가
- 1997년 3월 6일 : 평산중학교 개교 및 신입생 입학식(5학급)
- 1998년 2월 28일 : 학교 준공 및 이전
- 1999년 1월 22일 : 학생체육관 준공
- 1999년 9월 1일 : 웅상중학교로 교명 변경
- 2000년 2월 11일 : 제1회 졸업식(졸업생 178명)
- 2021년 9월 1일 : 제12대 박현주 교장 취임
- 2023년 2월 10일 : 제24회 졸업식(졸업생 215명, 누계 5,843명)
- 2023년 3월 2일 : 제27회 입학식(신입생 212명 8학급)

## 참고 자료
- 웅상중학교 - 한국교육학술정보원 학교알리미